# Chancellor Peak
Chancellor Peak är en bergstopp i Kanada.   Den ligger i provinsen British Columbia, i den centrala delen av landet, 3 000 km väster om huvudstaden Ottawa. Toppen på Chancellor Peak är 3 050 meter över havet, eller 44 meter över den omgivande terrängen. Bredden vid basen är 0,30 km.
Terrängen runt Chancellor Peak är huvudsakligen bergig, men västerut är den kuperad.Trakten runt Chancellor Peak är nära nog obefolkad, med mindre än två invånare per kvadratkilometer.. 
I omgivningarna runt Chancellor Peak växer i huvudsak barrskog.